# Abbazia di Santa Maria la Scala
L'Abbazia di Santa Maria la Scala è un antico luogo di culto cristiano di Paternò, in provincia di Catania, oggi in rovina, che sorge nei pressi del quartiere Scala Vecchia-Palazzolo.

## Storia
L'erezione del tempio avvenne intorno al 1140 per volontà della contessa Adelasia del Vasto, moglie del conte normanno Ruggero I di Sicilia, che fondò il monastero basiliano sotto il nome di Santa Maria della Scala. Paternò era stata liberata dal domino saraceno nel 1061 con i Normanni, e come nelle altre città siciliane liberate, vi fecero costruire chiese, i conventi e i monasteri, in prevalenza di rito latino, ma importante era la presenza di monasteri basiliani di rito greco, che rappresentava un lascito della dominazione bizantina.
Il monastero di Santa Maria della Scala fu fatto edificare fuori dall'antico centro abitato, a oriente dalla collina di Paternò, lontano dalla vista del mare per essere meno esposto alle scorrerie dei pirati e pienamente inserito nella politica di governo o instrumentum regni della Valle del Simeto da parte dei Normanni. In Sicilia, i monasteri basiliani furono costruiti in particolare dopo il trasferimento del Patriarcato di Costantinopoli avvenuto nel 731. Malgrado l'occupazione araba della Sicilia del IX secolo, che portò alla diffusione dell'Islam nell'isola, i monasteri bizantini continuarono a fiorire. Quello di Paternò rappresenta uno dei pochi monasteri di rito greco fondati in Sicilia in un periodo successivo a quello della dominazione bizantina, tuttavia però i monaci greci dovevano ubbidire all'abate latino nominato dai sovrani normanni, come attestato da un diploma del 1170.
Sotto il re Guglielmo I di Sicilia, che aveva come suo segretario un eremita greco di nome Stefano, il monastero passò dal rito greco a quello latino e da quel momento entrò in stretto contatto con l'Arcidiocesi di Messina. Durante i vari secoli il monastero ebbe tante donazioni, privilegi ed esenzioni: terreni, case, chiese, mulini, e il casale di Resinecchi in territorio di Lentini, furono donati nel 1170 dal re Guglielmo II di Sicilia all'eremita Stefano. Nel 1182, il medesimo sovrano donò alcuni beni con la concessione dello ius pascendi (diritto di pascolo) sulle terre demaniali.  Nel 1217, i priori di Santa Croce e di San Clemente di Messina, intervenuti su sollecitazione del Papa in una controversia giuridica, imposero al monastero di Santa Maria la Scala la restituzione di alcune terre che erano state in malafede sottratte ai monaci di Santa Maria della Valle di Josaphat, pena la scomunica. Altre donazioni al monastero furono fatte anche in epoca sveva, come il mulino dei Lombardi concesso dal re Federico I di Sicilia.
Nel 1343, la regina Eleonora d'Angiò, dotò il monastero di nuove case e beni, tuttavia però in epoca aragonese, conobbe un periodo di decadenza. Fu definitivamente latinizzato nel 1360, quando andò via l'ultimo monaco greco Giacomo. Nel 1369, per diploma del re Federico IV di Sicilia, il monastero ricevette un donativo annuo di 12 onze d'oro. Abbandonato dai Benedettini, nel 1376 vi si insediarono i monaci dell'Ordine certosino, con facoltà apostolica data nel 1369 da papa Urbano V.
Nel 1468, il Monastero di Santa Maria della Scala fu aggregato all'Abbazia di Santa Maria di Nuovaluce di Catania, e vi si insediarono gli Agostiniani scalzi. Questi ultimi vi abitarono fino al 1785, quando lo abbandonarono per trasferirsi in una nuova chiesa costruita al Cassero Vecchio. Il convento fu soppresso nel 1833 e incorporato nei beni demaniali dopo le leggi del 1866 sui patrimoni delle corporazioni religiose.

## Descrizione
L'ex Abbazia di Santa Maria della Scala, attiva fino alla fine del XVIII secolo, di cui oggi rimangono pochi resti, sorge nella parte sudest del territorio di Paternò, nella zona che prende il nome di Scala Vecchia-Palazzolo.
I resti dell'antico monastero consistono in antiche mura in pietra lavica, con una porta che presenta un arco acuto, e qualche altra struttura, con una volta a botte, all'interno di un edificio privato. Nel passato molte tombe di monaci basiliani e agostiniani sono state saccheggiate da scavatori clandestini e distrutte dall'incuria degli uomini e dallo scorrere del tempo.
Fino al 1993, erano ancora riconoscibili magazzini, stanze e un palmento che facevano parte dell'antico convento. Ancora altre testimonianze storiche descrivono l'abside dell'antica chiesa, dedicata a Santa Maria la Scala, annessa all'abbazia detta anche conventaccio, che presentava affreschi con due nicchie laterali e una incassata al centro.

## Annotazioni
1. ↑  Chisari, p. 4.
2. 1 2 3  Chisari, p. 2.
3. ↑   C. Ferlisi, Il breviario miniato dei Carmelitani di Sutera, Officina di Studi Medievali, 2004,  p. 91.
4. 1 2  Chisari, p. 5.
5. 1 2 3 4 5 6 7  Chisari, pp. 5-6.
6. ↑   P. G. B. da Santa Claudia, Lustri Storiali de' Scalzi Agostiniani Eremiti della Congregazione d'Italia, e Germania, Vigoni, 1700,  p. 380.
7. 1 2 3  Chisari, pp. 6-7.
8. 1 2 3 4  Chisari, p. 9.